# Cocopah

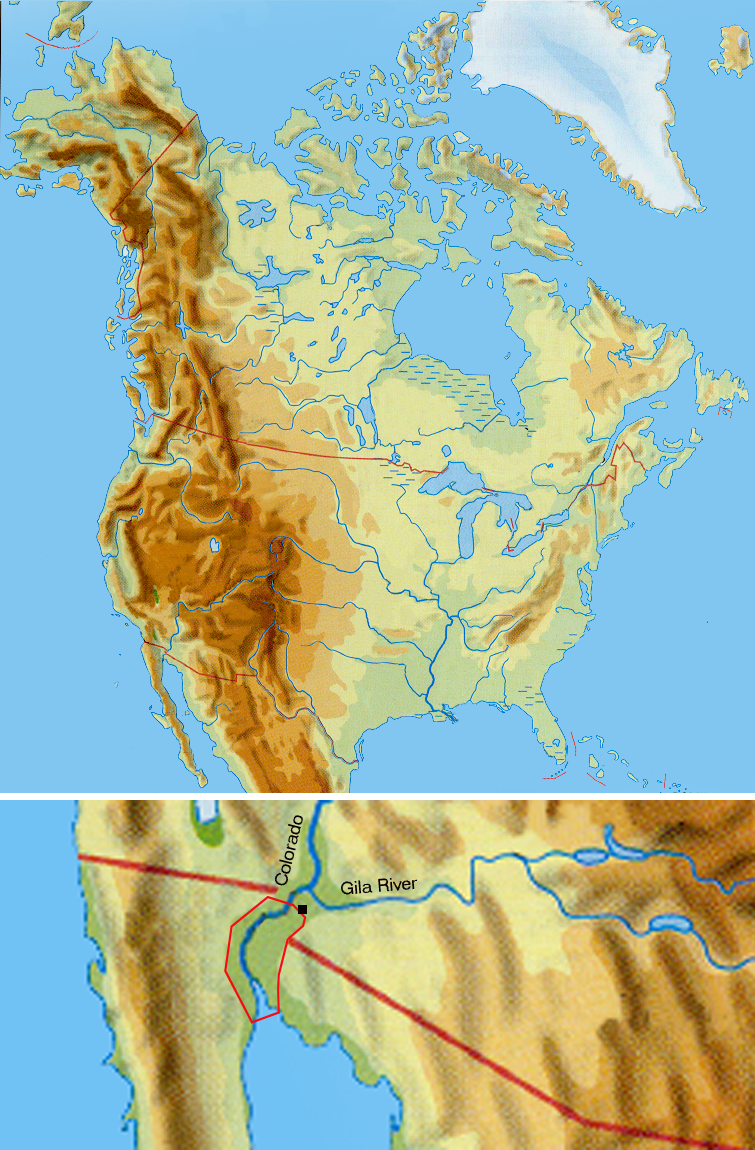
Traditioneel woongebied van de Cocopah aan de Colorado en de Golf van Californië

De Cocopah (Cucapá, wolkenmensen, zij die aan de bewolkte rivier wonen) zijn indianen, die wonen in Mexico en Baja California en Arizona in de Verenigde Staten.
In de Verenigde Staten behoren de Cocopah tot de federaal erkende Cocopah Tribe of Arizona.
De Cocopah taal behoort tot de Delta-California tak van de Yuman familie.

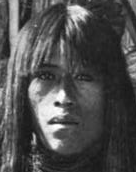
mannelijke Cocopah, foto van Cyrus Thomas (1825-1910)

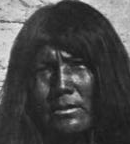
vrouwelijke Cocopah, foto van Cyrus Thomas

## Geschiedenis

### Eerste ontmoeting met Spanjaarden
In 1539 leidde Francisco Coronado een expeditie, die werd vastgelegd door Pedro de Castaneda. De tocht begon in Mexico-Stad met 300 Spanjaarden en 800 indianen richting de Grote Oceaan, op zoek naar de 'Zeven Steden van Cibola', een legendarische Azteekse stad. Ze kwamen door de gebieden Sonora en Sinaloa. Coronado's associate was Hernando de Alarcon, die langs de kust voer om ergens de groep die te voet ging te ontmoeten. Kapitein Melchior Diaz ging met een groep mannen en gidsen richting het noordwesten om contact te leggen met Alarcon. Na 150 leagues kwamen ze in het gebied van uitzonderlijk lange en sterke mannen - 'als reuzen'. Het ging om de Cocopah, een Yuman stam, groot en bijna naakt, waarvan bericht werd: 'Als ze iets dragen, kunnen ze een last  op zich nemen van meer dan drie of vierhonderd (a load of more than three or four hundredweight) op hun hoofden. Een keer toen onze mannen een stuk hout voor het vuur wilden halen, en zes man niet in staat waren het te dragen, zou volgens verslag een van de indianen gekomen zijn en het in zijn armen hebben getild, het op zijn hoofd hebben gezet, en het met gemak hebben gedragen.' Alcaron besloot als eerste Europeaan de Colorado op te varen, waar op de oevers de lange Yuman volken leefden. Op een gegeven moment stonden 250 Cocopah krijgers klaar om hen aan te vallen, maar Alcaron wist vrede met hen te sluiten. Verder stroomopwaarts werden er volgens Castaneda duizenden grote indianen waargenomen. Alcaron wist het zuidelijke punt van de Grand Canyon te bereiken en de indianen namen bedroefd afscheid van de witte mensen.